# HALDYN DOME
『SUSUMU HIRASAWA 20世紀+BOX HALDYN DOME』（ススム ヒラサワ ニジュッセイキ プラス ボックス ハルディン・ドーム）は、平沢進のボックス・セットである。平沢の自主レーベルであるケイオスユニオン/TESLAKITEより2012年2月29日に発売された。

## 概要
タイトルにもある通り、平沢進が20世紀に発表した様々なアルバムが収録されている。全17枚組となっており、すべての楽曲は鎮西正憲によるデジタル・リマスタリングが行われている。ファンクラブの会員限定特典にはオリジナルグッズが付属される。
2017年には本作品のブックレットに掲載された文章を用いたナレーション作品『第6フォルマント』が発売された。

## 解説
- Disc1～7までは1stアルバムから7thアルバムと各シングルの楽曲が収録されている。

- Disc8～11までは平沢が手がけたサウンド・トラックが収録されており、Disc11収録の『カムイ・ミンタラ 神々の遊びの庭・阿寒』の音源は今回初収録となっている。

- Disc12はライブ・アルバム『error CD』、Disc13～14は旬、不幸のプロジェクト、Global Trottersの音楽実験ユニットの楽曲が収録されている[3]。

- Disc16は「星を知る者」「ルクトゥン or DIE」など20世紀以降の楽曲がボーナス・トラックとして収録され、すべて新録となっている[4][1]。

- Disc17は歌詞と中野泰博による解説データ[5]が入ったCD-ROMとなっている。また、平沢が書きおろした文章とセルフポートレートが掲載されたブックレットが纏められている。

## 楽曲解説

### Disc 16
「星を知る者」
2009年に行われたプロジェクト『凝集する過去 還弦主義8760時間』内で新たに制作された。
原曲は2000年に発売されたPlayStation用ゲーム『ラグナキュールレジェンド』の主題歌に起用された。2001年に行われたプロジェクト『Hirasawa Energy Works』の一環として、新たにミックスを施した「星を知る者 (MP3バージョン)」がデジタルリリースされている。
「ルクトゥン or DIE」
「星を知る者」と同じく『凝集する過去 還弦主義8760時間』内で制作された。
原曲は1999年に宮村優子に提供した楽曲「Ruktun or Die」であり、アルバム『大四喜』に収録されている。2001年に『Hirasawa Energy Works』の一環としてセルフカバー版が配信されたのち、2003年に新バージョン「Luuktung or Daai」が『ナノ重複記念曲集』収録曲としてデジタルリリースされている。
平沢は「Ruktun or Dieを聞き返したところメチャ早かった」「（ギターフレーズについて）なんともくだらないフレーズなんだろう」と語っている。
「地球ネコ」
2003年にNHK教育『おかあさんといっしょ』に提供した楽曲のセルフカバー。
「ガーベラ」
1979年結成のユニット・Shampooの楽曲。原曲は2002年発売の『Cold Sleep』に収録されている。
メンバーの折茂正美は元々平沢が講師を務めるシンセサイザー教室の生徒であり、1982年発売のデビューシングル『Tonight』は平沢がプロデュースを務めた。折茂は2005年に行われたファンクラブイベント『反射の集いは氷の9』、翌年に行われた2013年のインタラクティブ・ライブ『ノモノスとイミューム』にゲスト出演している。
「densha」「loop」「IDN」
1999年、2002年、2004年にtwenty2product制作の短編ムービーに提供した楽曲のリアレンジ。
「loop」の原曲は2002年に平沢の個人ウェブサイト「Ghost Web」より「"LOOP"のサウンドトラック β１」として配信された。

## 内容
- Disc 1
  1. 『時空の水』
  2. 「ソーラ・レイ（SPECTRUM 2 TYPE）」
  3. 「バンディリア旅行団（Physical Navigation Version）」
- Disc 2
  1. 『サイエンスの幽霊』

- Disc 3
  1. 『Virtual Rabbit』
  2. 「ハルディン・ホテル（Fractal Terrain Track）」
- Disc 4
  1. 『AURORA』
- Disc 5
  1. 『Sim City』
- Disc 6
  1. 『SIREN』
  2. 「電光浴（default version）」
- Disc 7
  1. 『救済の技法』
- Disc 8
  1. 『DETONATORオーガン 1』
  2. 『DETONATORオーガン 2』
- Disc 9
  1. 『DETONATORオーガン 3』
  2. 『グローリー戦記』
- Disc 10 
  1. 『BERSERK -Forces-』
  2. 『剣風伝奇ベルセルク ORIGINAL SOUNDTRACK』
  3. 『ベルセルク 千年帝国の鷹篇 喪失花の章 Original Game Soundtrack』
- Disc 11 
  1. 『ロストレジェンド 失われた伝説の大陸 オリジナルサウンドトラック』
  2. 「(カムイ・ミンタラ)オープニング」
  3. 「(カムイ・ミンタラ)冬」
  4. 「(カムイ・ミンタラ)リフレイン」
  5. 「(カムイ・ミンタラ)春」
  6. 「(カムイ・ミンタラ)夏」
  7. 「(カムイ・ミンタラ)秋」
  8. 「カムイ・ミンタラ」

- Disc 12 『error CD』
- Disc 13 『OOPARTS』/旬
- Disc 14
  1. 『Landscapes』/旬
  2. 『計算上のKun Mae』/旬
- Disc 15
  1. 『不幸はいかが？』/不幸のプロジェクト
  2. 「Parallel Motives」/ Global Trotters
- Disc 16
  1. 「星を知る者」
  2. 「ルクトゥン or DIE」
  3. 「地球ネコ」
  4. 「ガーベラ」/折茂昌美（Shampoo）
  5. 「densha」
  6. 「loop」
  7. 「IDN」

## 参加ミュージシャン

### Disc 1～15
各当該記事参照。

### Disc 16
- 折茂昌美 - ボーカル（「ガーベラ」）